# HardBall!
A HardBall! baseball-videójáték, az Accolade azonos című sorozatának első tagja. A játék 1985 és 1991 között számos platformra megjelent. A játékot öt számozott folytatás, valamint több mellékjáték követte.

## Játékmenet

Képernyőkép a játék Commodore 64-verziójából

A játékot egy joystickkel vagy az iránygombokkal és egy akciógombbal lehet irányítani. A négy iránygombbal lehet kiválasztani a dobástípust, majd azt, hogy a labda a ütőzóna alsó, felső, belső vagy külső területére érkezzen. Ütéskor ugyanúgy az iránygombokkal lehet célozni. Védőjáték során, a játékba hozott labdához legközelebb található védőjátékos villogni kezd, hogy a játékos könnyebben meg tudja állapítani, hogy éppen melyik védőt irányítja. A labda elkapása után szintén a négy iránygombbal lehet a bázisokra dobni a labdát.
A HardBall! volt az egyik első baseball-videójáték, mely a televíziós közvetítésekhez hasonló, dobójátékos mögötti kameraállást használ. A játékos a vezetőedzői feladatokat is elláthatja; például kiválaszthatja a dobójátékosait. Minden játékosnak saját statisztikája van, mely befolyással van a teljesítményére. A HardBall! megjelenése előtt ugyan voltak baseballvezetőedző-szimulátorok, mint például a MicroLeague Baseball, azonban a HardBall! volt az első, mely ötvözte azt a játéktermi stílusú játékmenettel.

## Fogadtatás
A Hardball! hatalmas kereskedelmi siker lett. A Commodore 64-verzió 1986 márciusában a brit eladási listák élén végzett. A Hardball! 1987 végére az Accolade legtöbb példányban elkelt Commodore-játéka lett, 1989-ig több mint 500 000 példányt adtak el.
Az Info 4+/5 csillagra értékelte a játékot, kiemelve, hogy az „simán a legjobb baseballszimuláció, amit eddig a 64/128-on láttunk” és a grafikát külön dicsérték. Az ANALOG Computing dicsérte az Atari-verzió játékmenetét, grafikáját és animációit, ezzel szemben viszont kizárólag a mesterséges intelligencia által irányított ellenfél alacsony nehézségi szintjét emelte ki negatívumként. A magazin szerkesztői összegzésként megjegyezték, hogy a játék „mérföldekkel jobb, mint bármely másik Atari sportjáték – a szimulátorokat is beleértve”.
A Computer Gaming World irói egy a statisztikaalapú baseball-videójátékokról szóló összegzőcikkben megjegyezték, hogy a HardBall! „a megszállott játéktermi rajongókat leszámítva valószínűleg mindenkinek csalódást nyújtana”. A Compute!’s Apple Applications magazin szerkesztői szerint az Apple II- és a Macintosh-verziókban „szinte minden megtalálható, amit csak egy baseballszimulátortól várhatnánk”. Dicsérték, hogy vezetőedzőként, játékosként és statisztikusként is lehet vele játszani, valamint a „kivételesen tiszta és precíz grafikát” is kiemelték. Összegzésként megjegyezték, hogy „A Hardball realizmusa kimagasló – olyan szinten áll, melyet eddig egyetlen másik baseballszoftver sem tudott utolérni.” A játékot 1988-ban a Dragon 132. lapszámában  Hartley, Patricia és Kirk Lesser 5/5 csillagra értékelte.
Az Entertainment Weekly 1991. tizenegyedik legjobb játékának választotta, hozzáfűzve, hogy „A HardBall! a túlszaturált színeivel, az ultravalóságos hangeffektjeivel (amikor a bíró »Play ball!«-t kiált, olyan mintha a szobádban tenné) és részletes edzői opcióival, lehet hogy a legközelebb áll ahhoz, hogy valaha is igazi csúcsligás pályán játsz.”

## Fordítás
- Ez a szócikk részben vagy egészben  a   HardBall! című angol Wikipédia-szócikk ezen változatának fordításán alapul.  Az eredeti cikk szerkesztőit annak laptörténete sorolja fel. Ez a jelzés csupán a megfogalmazás eredetét és a szerzői jogokat jelzi, nem szolgál a cikkben szereplő információk forrásmegjelöléseként.